# Frank Soltis

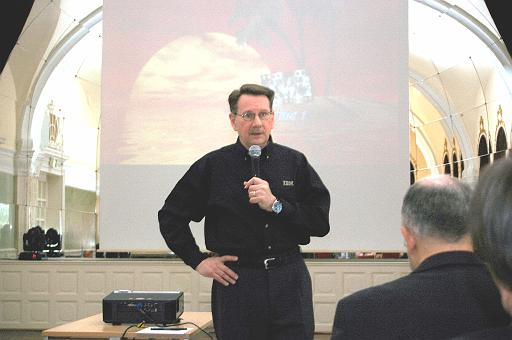
Frank Soltis (auf dem iNN-Partner Camp 2008)

Frank Gerald Soltis (* 29. August 1940) ist ein US-amerikanischer Informatiker. Er ist freier Mitarbeiter der IBM und außerordentlicher Professor an der Fakultät für Elektrotechnik der University of Minnesota, USA.
1968 erhielt Soltis seinen Doktortitel in Elektrotechnik von der Iowa State University. Seine Dissertation trug den Titel „Automatic Allocation of Digital Computer Storage Resources for Time-sharing“.
Soltis, bisweilen als „Vater der AS/400“ bezeichnet, hatte das Grundkonzept einer neuen Computertechnologie mit einstufigem linearen Speicher (Single-Level Addressability) und vertikalem Maschinencode (High-Level Machine Interface) definiert. In Rochester wurde dieses Konzept als IBM System/38 realisiert und später in der IBM AS/400 verfeinert.
Er leitete auch die Entwicklung diverser Prozessoren – angefangen vom 64-bit PowerPC/AS Prozessor bis hin zum POWER7.
Mit 31. Dezember 2008 zog sich Soltis vom aktiven Dienst bei IBM zurück und widmet sich vermehrt seiner Professur und dem AS/400 Userverein COMMON.

## Schriften
- The Essential AS/400 Library Collection. 2000 Seiten, 1999, ISBN 978-1-58304-043-0.
- Fortress Rochester: The Inside Story of the IBM iSeries. 404 Seiten, 2001, ISBN 978-1-58304-083-6.